# 강상민
강상민(한국 한자: 康尙珉, 1994년 4월 10일 ~ )은 대한민국의 전 축구 선수이며, 포지션은 미드필더였다.

## 선수 경력
강상민은 언남고등학교를 거쳐, 연세대학교에 입단 하였다.
연세대학교 축구부에서 후방 미드필더로서 활약하였다. 또한 2016년 제52회 춘계대학축구연맹전에서 우승에 일조하였다.
2016년 12월 16일 서울 이랜드에 신인 자유계약으로 입단하였다.
2017년 6월 내셔널리그 창원시청 축구단으로 이적하였다.

### 대회 기록
언남고등학교 (2010 ~ 2012)
- 서울특별시축구협회장배 ● 우승: 2011

연세대학교 (2013 ~ 2016)
- 춘계대학축구연맹전 ● 준우승: 2015
- 춘계대학축구연맹전 ● 우승: 2016

### 개인
- 서울특별시축구협회장배 수은상[2]

## 참고 자료
- SEFC 신인 인터뷰 서울 이랜드 강상민, '노력'과 '꾸준함'으로 프로무대 도전!